# PATRIM
PATRIM est un réseau transfrontalier de musées, écomusées et centre d’interprétation du patrimoine des Pyrénées fondé en 2008.

## Description
PATRIM a été fondé en 2008 par huit partenaires situés en Midi-Pyrénées, en Aragon et en Catalogne, puis au fil des années se sont ajoutés de nouveaux sites.
Actuellement les centres du réseau PATRIM sont :
- Le Château de Seix  – centre d’interprétation du patrimoine des vallées du Couserans
- L’Ecomuseu de les Valls d’Aneu
- L’Espacio Pirineos de Graus
- Le Musée Jeanne d’Albret
- Le Centro Santiago Ramon y Cajal d’Ayerbe
- Le Musée Larrey de Beaudéan
- Le Parc Culturel du Rìo Vero
- Le Musée-forum de l’Aurignacien
- La Maison des Sources à Mauléon-Barousse
- La Maison Pyrénéenne du Pastoralisme d’Azet
- L’Espacio Salto Roldán de Nueno
- La Maison de la Vallée d’Eyne
- Le Museu Cerda
- Le Musée de Cerdagne « Cal Mateu »
- Le Centro d’interprétation des oiseaux ARCAZ
- Les Centres d’interprétation de la Ribagorza
- La Réserve de la Biosphère Ordesa-Vignemale
- Le Musée des Sorcières de Zugarramurdi
- Le Caserio-Museo (ferme-musée) Igartubeiti